# Coronel Moldes (Salta)
Coronel Moldes es una localidad del NOA de Argentina, en la provincia de Salta, en el Departamento La Viña, y se encuentra a 62 km de la ciudad de Salta, capital de la provincia.
Ubicada  a la vera de la RN 68 km 125 y de la RP 47 y del ferrocarril General Belgrano, que su red troncal y ramales la conectan con el sur boliviano, con el norte chileno y con el Puerto Barranqueras (Chaco) sobre el Río Paraná, hacia el este.
En este pueblo nació y se crio en su temprana infancia el célebre predicador de la cienciología Nicanor Gael Romero, quien luego emigró a la ciudad de La Plata

## Fiestas locales
- 18 de abril, conmemoración del Coronel José de Moldes, salteño que peleó por la independencia de América.
- 20 de agosto, San Bernardo: se celebra el día del santo patrono. Una multitud se congrega para venerar la imagen de este santo.

## Población
- 3369 habitantes (Indec, 2001); contra 2611 habitantes (Indec, 1991) con un incremento intercensal de 29%. El censo del 2010 arrojó una población de 4.685.[1]

## Historia

### Toponimia
La población toma su nombre de José de Moldes, militar y político revolucionario independentista y activo gestor de la Revolución de Independencia. De origen salteño, cursó sus estudios superiores en España. Al regresar, se puso al servicio de la causa patriota. Entre sus cargos, se desempeñó como Diputado Constituyente del Año XIII y fue miembro del Congreso de Tucumán que declaró la Independencia en 1816.
José Moldes murió el 18 de abril de 1824 a los 39 años de edad.
El pueblo fue fundado en 1859.

## Turismo
Es la base para llegar al embalse de Cabra Corral, formado por la presa General Belgrano, donde hay un área de acampe y actividades náuticas y pesqueras. El embalse, de gran belleza, cubre 12.000 ha y es de gran importancia en la generación de energía para las provincias del NOA, así como para proveer riego y contener desbordes de las regiones agrícolas circundantes.
En la zona se desarrolla el turismo rural con la visita de fincas, cabalgatas, senderismo y ciclismo. 
La gastronomía local se basa en la degustación de quesos caprinos, con circuitos interpretativos y museos dedicados a su producción.
La zona, además, posee importantes cultivos de tabaco.

### Sismicidad
La sismicidad del área de Salta es frecuente y de intensidad baja, y un silencio sísmico de terremotos medios a graves cada 40 años.
- Sismo de 1930: aunque dicha actividad geológica catastrófica, ocurre desde épocas prehistóricas, el terremoto del 24 de diciembre de 1930 (94 años),[3] señaló un hito importante dentro de la historia de eventos sísmicos salteños, con 6,4 Richter.[2]
- Sismo de 1948: el 25 de agosto de 1948 (76 años) con 7,0 Richter, el cual destruyó edificaciones y abrió numerosas grietas en inmensas zonas.[3][2]
- Sismo de 2010: el 27 de febrero de 2010 (15 años) con 6,1 Richter.

### Clima
| Parámetros climáticos promedio de Coronel Moldes      | Parámetros climáticos promedio de Coronel Moldes | Parámetros climáticos promedio de Coronel Moldes | Parámetros climáticos promedio de Coronel Moldes | Parámetros climáticos promedio de Coronel Moldes | Parámetros climáticos promedio de Coronel Moldes | Parámetros climáticos promedio de Coronel Moldes | Parámetros climáticos promedio de Coronel Moldes | Parámetros climáticos promedio de Coronel Moldes | Parámetros climáticos promedio de Coronel Moldes | Parámetros climáticos promedio de Coronel Moldes | Parámetros climáticos promedio de Coronel Moldes | Parámetros climáticos promedio de Coronel Moldes | Parámetros climáticos promedio de Coronel Moldes |
| Mes                                                   | Ene.                                             | Feb.                                             | Mar.                                             | Abr.                                             | May.                                             | Jun.                                             | Jul.                                             | Ago.                                             | Sep.                                             | Oct.                                             | Nov.                                             | Dic.                                             | Anual                                            |
| ----------------------------------------------------- | ------------------------------------------------ | ------------------------------------------------ | ------------------------------------------------ | ------------------------------------------------ | ------------------------------------------------ | ------------------------------------------------ | ------------------------------------------------ | ------------------------------------------------ | ------------------------------------------------ | ------------------------------------------------ | ------------------------------------------------ | ------------------------------------------------ | ------------------------------------------------ |
| Temp. máx. abs. (°C)                                  | 37.3                                             | 39.5                                             | 35.5                                             | 33.7                                             | 34.0                                             | 31.5                                             | 37.0                                             | 35.8                                             | 38.0                                             | 39.3                                             | 40.9                                             | 39.5                                             | 40.9                                             |
| Temp. máx. media (°C)                                 | 28.8                                             | 27.6                                             | 26.5                                             | 24.2                                             | 21.9                                             | 19.9                                             | 21.0                                             | 23.1                                             | 24.5                                             | 28.1                                             | 28.9                                             | 29.4                                             | 25.3                                             |
| Temp. media (°C)                                      | 22.9                                             | 21.8                                             | 21.0                                             | 18.1                                             | 14.6                                             | 11.5                                             | 11.8                                             | 13.7                                             | 15.8                                             | 19.8                                             | 21.6                                             | 22.8                                             | 18.0                                             |
| Temp. mín. media (°C)                                 | 17.1                                             | 16.1                                             | 15.6                                             | 12.0                                             | 7.4                                              | 3.2                                              | 2.6                                              | 4.4                                              | 7.1                                              | 11.6                                             | 14.4                                             | 16.3                                             | 10.7                                             |
| Temp. mín. abs. (°C)                                  | 8.1                                              | 7.6                                              | 7.1                                              | 2.2                                              | -2.5                                             | -5.2                                             | -8.1                                             | -7.3                                             | -2.9                                             | -0.4                                             | 1.6                                              | 7.2                                              | -8.1                                             |
| Precipitación total (mm)                              | 139.0                                            | 114.9                                            | 101.9                                            | 30.4                                             | 7.5                                              | 1.5                                              | 3.7                                              | 6.8                                              | 8.0                                              | 25.3                                             | 46.0                                             | 109.8                                            | 594.8                                            |
| Humedad relativa (%)                                  | 72                                               | 75                                               | 76                                               | 75                                               | 73                                               | 72                                               | 66                                               | 61                                               | 59                                               | 58                                               | 62                                               | 66                                               | 67.9                                             |
| Fuente: Instituto Nacional de Tecnología Agropecuaria |                                                  |                                                  |                                                  |                                                  |                                                  |                                                  |                                                  |                                                  |                                                  |                                                  |                                                  |                                                  |                                                  |